# Vehículo de desembarco de tracción por orugas

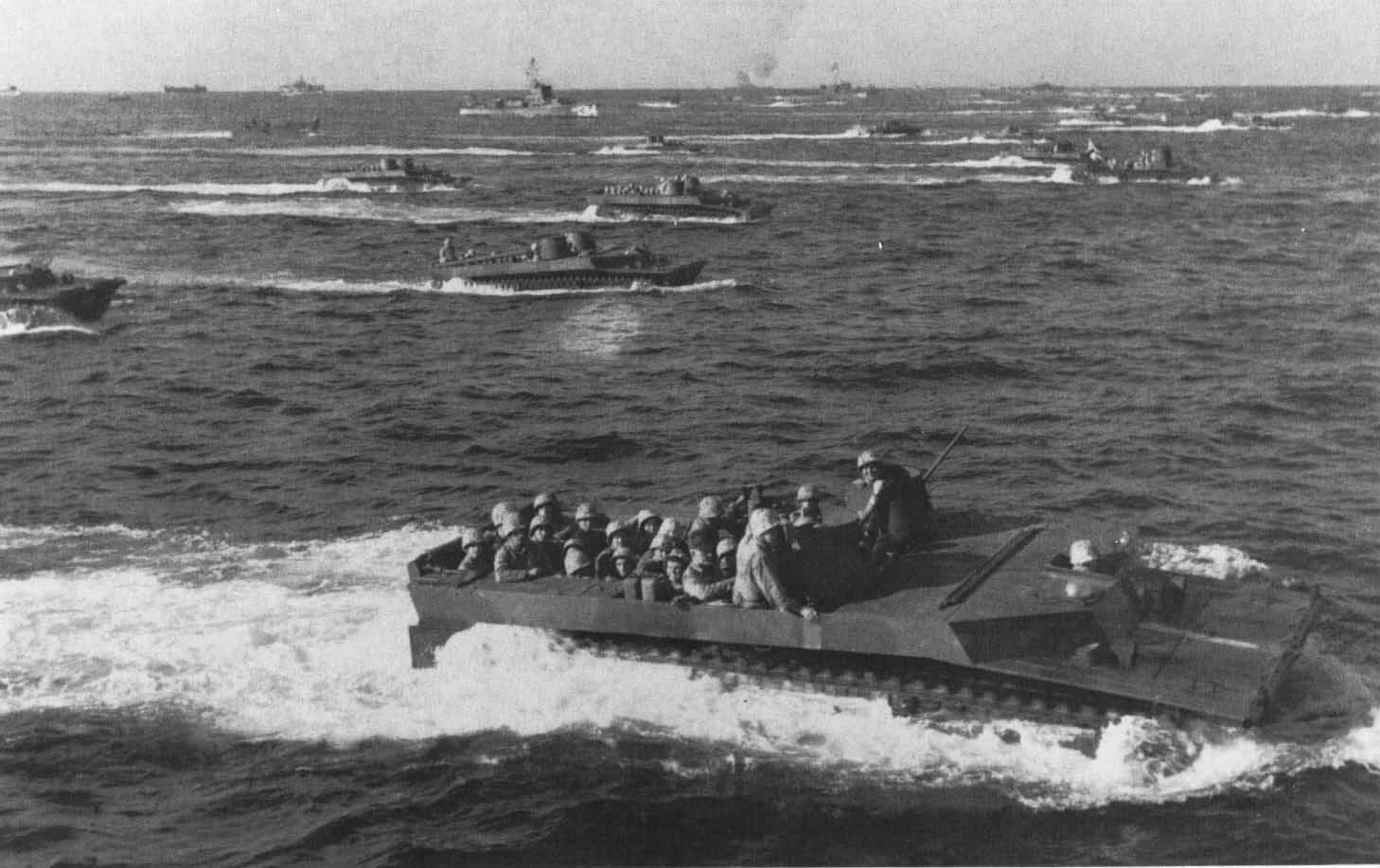
Formación de LVT en el desembarco de Iwo Jima.

El vehículo de desembarco de tracción por orugas (Landing Vehicle Tracked, LVT) fue un vehículo anfibio autopropulsado utilizado por los Marines y por el Ejército de Estados Unidos en los desembarcos que llevaron a cabo durante la Segunda Guerra Mundial, especialmente en el teatro de operaciones del Pacífico.

## Historia

### Antecedentes y orígenes
El Cuerpo de Marines de los Estados Unidos, había elaborado en el periodo de enteguerras una doctrina para una futura guerra en el Océano Pacífico, y por ello comenzó a diseñar nuevas tácticas y a estudiar las operaciones anfibias de Galípoli y Alhucemas. Su doctrina requería vehículos lanzados desde barcos, capaces de cruzar arrecifes y aguas poco profundas y permitir elegir el punto de desembarco. El Ejército de los Estados Unidos también estaba interesado en el concepto e investigó algunos conceptos. En Europa, Rusia y Alemania fueron los países que mostraron mayor interés.
El antecedente del LVT fue el tanque anfibio diseñado hacia 1930 por el ingeniero estadounidense J. Walter Christie. Las pruebas que realizó Christie en el Potomac y en el Hudson demostraron que podía ser utilizado en los ríos, pero no en las aguas menos protegidas, como las costeras, porque se hundía.
Diez años después, el Cuerpo de Marines de Estados Unidos retomó la idea para crear un vehículo de desembarco autopropulsado y con armamento frontal como el tanque anfibio de Christie. Así fue como nació el LVT, aunque los primeros modelos mostraron muchas carencias, por lo que se buscaron otras alternativas como la que culminaría con la lancha de desembarco LCVP.
A fines de la década de 1930, un oficial de los Marines dio por casualidad con un artículo en una revista, donde se hablaba de un vehículo diseñado por Donald Roebling para rescatar gente en los everglades de Florida en caso de catástrofes. La Armada de los Estados Unidos estudió el prototipo y vio potencial, elaborando un informe positivo en 1938. Debido a la falta de fondos, se canceló y el propio Roebling puso dinero de su bolsillo para crear el primer prototipo mejorado en 1940. En noviembre de 1940 ya se disponían de fondos ante la más que probable entrada en la guerra, la FMC tomó el diseño de Roebling y los adaptó a las necesidades militares.
Los Marines buscaban un vehículo que su Fuerza de Desembarco pudiera emplear en cualquier tipo de condiciones meteorológicas y de terreno. Asimismo buscaban algo que pudiera emplearse en transporte hacia las playas y en apoyo de fuego de las unidades de desembarco'. Ya existían las Lanchas de Desembarco (LCM) para el transporte, pero con problemas a la hora de elegir las playas donde desembarcar. Los carros de Combate creaban un agujero en la  protección de los infantes de marina al llegar a la playa en lanchas de desembarco y además creaban el problema adicional de transportar tanques durante el desembarco. El LVT parecía prometer la solución a ambas necesidades 
En julio de 1941, fue entregado a la Armada de los Estados Unidos el primer LVT-1 de un encargo de 200 vehículos. El 8 de diciembre de 1941, se creó en Carolina del Norte la primera compañía de tractores anfibios del USMC, ya que el LVT-1 se pensaba dedicar a tareas logísticas. Su finalidad era facilitar el movimiento buque-playa de todos los suministros de las operaciones anfibias.

### Segunda Guerra Mundial
Los primeros LVT recibidos fueron usados a finales de 1942 en tareas logísticas en Guadalcanal, hasta que las averías los dejaron fuera de servicio.

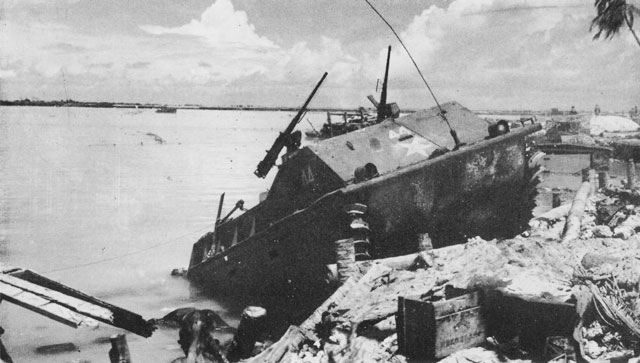
UN LVT puesto fuera de combate por las fuerzas japonesas tras haber encallado en los arrecifes de coral de la isla de Tarawa.

Una de las primeras ocasiones en que se usaron los LVT resultó un desastre. Fue en el desembarco de Tarawa (islas Gilbert) de noviembre de 1943 en el que los LVT quedaron encallados en los arrecifes de coral que no habían sido detectados por las fotografías aéreas de los aviones de reconocimiento en un día en que la marea fue extremadamente baja. Los marines que iban a bordo tuvieron que abandonar los vehículos y recorrer a pie los seiscientos cincuenta metros de la laguna de coral para llegar a la orilla, por lo que se produjeron muchas bajas debido al fuego graneado de las fuerzas japonesas. Aunque finalmente la isla fue conquistada, los más de mil marines muertos y los dos mil heridos en la batalla de Tarawa provocaron una honda conmoción entre la opinión pública estadounidense.
Afortunadamente a petición de los Marines se asignaron a la operación 125 LVT, todos los disponibles en aquel momento. Dada la dureza del combate solo unos 20 sobrevivieron hasta el final de la batalla. Los LVT demostraron su valía al llevar a los marines hasta la playa de manera segura,  pasando por encima de los arrecifes. A pesar de todo se vio que los LVT necesitaban mejorar el blindaje y armamento. 
Como ha destacado el historiador Paul Kennedy Tarawa «enseñó a Estados Unidos los verdaderos costes y posibilidades de las operaciones anfibias». Así el desastre de Tarawa no se volvió a repetir y los LVT fueron usados con extraordinario éxito, por ejemplo, en el desembarco de Tinian, donde también jugaron un papel importante los Seabee. En sucesivas oleadas de ocho LVT cada una fueron desembarcados en un solo día 15 000 hombres en las prácticamente inaccesibles playas del norte de la isla que por esta razón contaban con muchas menos fuerzas japonesas para su defensa.

#### Batallas
El primer uso en combate del LVT fue como transporte de carga en Guadalcanal, no estaba blindado y sólo tenía ametralladoras porque los marines decidieron armarlos con cualquier ametralladora disponible. Cada uno estaba armado con 3 ametralladoras de calibre 7,65 y una ametralladora calibre 12,75. Los LVT-1 fueron empleados hasta que las averías los dejaron totalmente inservibles.
El LVT-1 más tarde fue usado en Bougainville y Rendova en noviembre de 1943, principalmente en misiones de abastecimiento. Se emplearon 29 LVT el primer día de desembarco en Bouganville, con un total de 124 LVT durante las operaciones.
Su uso siguiente en combate fue en Tarawa, que vio el primer uso de los nuevos LVT-2 y la primera vez que el LVT realizaba la misión de asalto. Los 75 LVT-1 y 50 LVT-2 en Tarawa llevaron municiones, suministros y soldados a la playa y realizaron numerosos viajes de ida y vuelta entre los barcos y la playa. Para el asalto directo a los LVT-1 se les colocó blindaje adicional y se les equipó con ametralladoras de 12,7 mm. El desembarco de Tarawa en 1943 demostró que los LVT eran la única forma de superar las barreras de corales. Aunque muchos se perdieron en combate demostraron que los LVT podían ser vehículos de asalto y no sólo como vehículos de transporte. 
Después de Tarawa el número de LVT aumentó en cada batallón a 300. Cada división de los Marines debía contar con un batallón de LVT armados, dos compañías de DUKW y dos batallones de LVT de transporte. Se proporcionaron kits de blindaje estandarizados para los LVT y escudos para las ametralladoras.
También se vio la aparición de los LVT(A)-1 armados para apoyar los desembarcos, creados a petición del US Army. En las islas Marshall debutaron. Como el blindaje era débil los LVT(A)-1 permanecían con el cuerpo en el agua, tocando el suelo para tener estabilidad, y asomando sólo la torreta. De esta forma daban apoyo de fuego a las tropas y lanchas de desembarco. La batalla de las islas Marshall enseñó que el cañón de 37 mm. era suficiente para enfrentarse a un tanque japonés, pero no para las fortificaciones. Esto hizo que a algunos LVT(A)-1 se les instalara lanzallamas y el ejército pudiera tener mayor capacidad de fuego. Los LVT armados no seguían a los soldados tierra adentro, eso era trabajo para los tanques, sino que pasaban a engrosar la artillería cuando ya no eran necesarios en la playa. Además la experiencia en combate llevó a realizar modificaciones en el terreno del armamento de los LVT-2. Los montajes de ametralladoras fueron bastante canbiantes de una unidad a otra. Pronto se añadieron morteros, cohetes, cañones ligeros y cualquier otra arma extra que sirviera para dar mayor potencia de fuego.
En Saipán en junio de 1944 tuvo su bautismo de fuego el LVT-4. Se emplearon 6 batallones de LVT de transporte y 2 batallones de LVT artillados Amtanks, suponiendo el primer combate del nuevo LVT(A)-4 con su obús de 75 mm. Desde hacía tiempo era práctica común que después de un desembarco todos los LVT se cambiaran por otros nuevos. Está era la manera de tener la plantilla completa lista para la siguiente operación a pesar de los problemas de mantenimiento de los LVT. La vida útil de un LVT era corta.
El desembarco de Leyte en octubre de 1944 vio el empleo de 9 batallones de LVT de transporte y 2 de LVT artillados del 6.º ejército. A pesar de estar asociado a los Marines el ejército empleó mayor número de LVT. Estos LVT del US Army se utilizaron más tarde en otros desembarcos en Filipinas. Unos 54 LVT-4 del 672º Batallón de Tractores Anfibios ayudaron a la fuerza de asalto que en febrero de 1945 realizó  la liberación del campo de prisioneros de Los Baños.
El LVT-4 como vehículo de asalto y como vehículo de transporte fue esencial en los primeros días de lucha en Iwo Jima. Esta vez los LVT se utilizaron tierra adentro para rescatar vehículos de ruedas atascados en las cenizas volcánicas y para transportar heridos desde el frente a los puestos de socorro en las playas para su evacuación. El LVT(A)-4 también se internó en la isla y proporcionó un importante apoyo de fuego mientras se avanzaba lentamente.
La familia LVT continuó viendo servicio en las operaciones anfibias de Bougainville, Islas Marshall, Saipan, Peleliu, Leyte (su uso más grande de la guerra), Iwo Jima, y Okinawa. El LVT también vio uso en el sudeste de Asia con los británicos, pero nunca entraron combate.

### Posguerra

#### Guerra civil china
Se desconoce el número de LVT que recibió China. Cuando los Marines dejaron China en 1946 se cree que pudieron dejar atrás repuestos y LVT que el ejército nacionalista recuperó. Además a medida que EE. UU. se deshacía de sus LVT-4 excedentes China estuvo entre los aliados que los compraron.
Los LVT-4 y LVT(A)-4 chinos se emplearon en combate en la guerra civil. Con la caída de Shanghái las tropas comunistas capturaron docenas de LVT. Se estima que incorporaron al servicio entre 150 y 200 LVT capturados. El Ejército Popular creó la 26 División de tanques, equipada con LVT. Se esperaba emplearlos en el asalto a las islas todavía en poder de los nacionalistas. Durante la década de los 50 el Ejército Popular empleó los LVT, pero decidió mejorar la potencia de fuego de algunos ejemplares de LVT(A)-4 instalando un cañón ZIS-2 de 57 mm.. Los ingenieros chinos realizaron posteriormente otra conversión instalando el cañón ZIS-3 de 76 mm...

#### Guerra de Corea

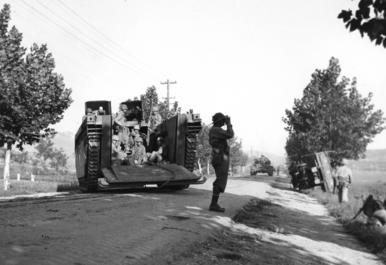
El general Lowe observa la línea del frente en septiembre de 1950. Detrás de ella se puede ver un LVT-3.

Durante la Guerra de Corea los LVT-3C y LVT(A)-5 de los Marines y el ejército se utilizaron en el desembarco de Incheon y posterior cruce del Río Han para retomar Seúl. El 1st Amtrac Battalion de los Marines con sus LVT-3C y el 1st Armored Amphibian Battalion del ejército con sus LVT-5 participaron en el desembarco. También se utilizó el LVT en Chosin y las operaciones de evacuación de Hungnam. El LVT-3C fue utilizado en Corea como vehículo anfibio y también como vehículo blindado de transporte de personal de los Marines. Muchos LVT fueron sacados apresuradamente de los depósitos en EE. UU. y enviados a Japón para ser revisados antes del desembarco en Incheon. Ante las necesidades de la guerra el US Army sacó varios LVT-4 de sus almacenes, al igual que hicieron los Marines con sus LVT-3. Los LVT también se emplearon en combate por los Royal Marines británicos y por la Infantería de Marina surcoreana.

#### Malasia
El 34th Amphibian Support Regiment recibió los 50 LVT(A)-4 comprados en EE. UU. para su empleo contra los japoneses. En la posguerra los británicos asignaron los LVT(A)-4 con que contaban al Royal Marines Armoured Support Group, basado en India y disuelto en 1948. Se le asignaron al menos 12 LVT(A)-4, 12 LVT-4(R) y 10 LVT-4(F). Aunque la unidad fue disuelta los LVT quedaron en Asia y en la campaña contra la guerrilla malaya algunos fueron fotografiados. No está claro como y cuantos LVT acabaron siendo empleados por unidades del ejército como el 15th/19th The King's Royal Hussars.

#### Indonesia
El Ejército holandés fue desplegado para reprimir a los nacionalistas indonesios durante la guerra de independencia entre 1945 y 1949. Como parte de este esfuerzo se desplegaron LVT.

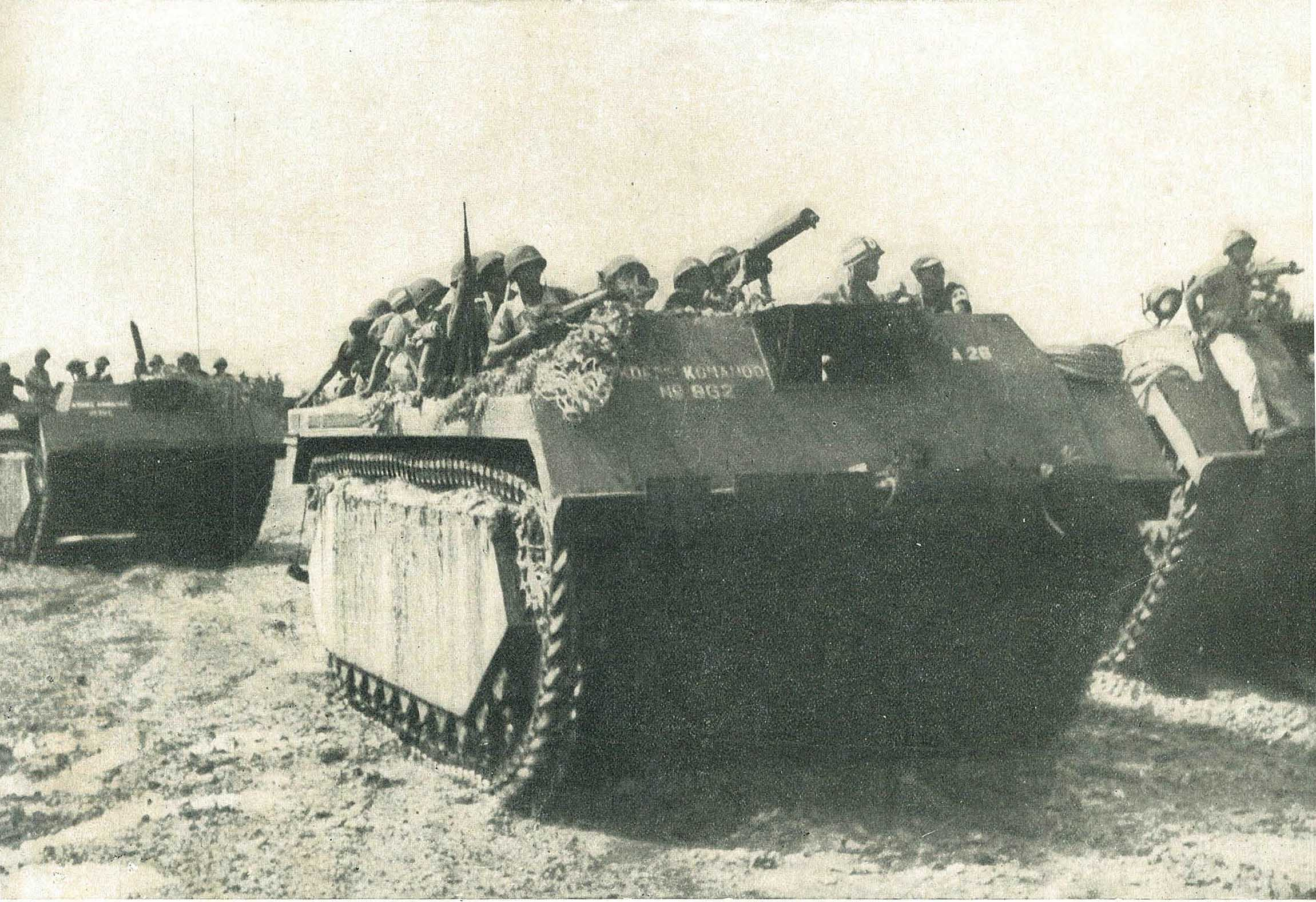
LVT-3 en Indonesia.

Desde 1943 se equipó y entrenó en EE. UU. la Mariniersbrigade holandesa para tomar parte en las operaciones en las Indias Orientales Holandesas. La Brigada, contaba con la amphibie tractoren compagnie y sus LVT-3 
amfibisch landingsvoertuig Amtrac. La brigada llegó cuando la guerra ya había acabado y luchó contra los nacionalistas indonesios. Los LVT-3 del Real Cuerpo de Infantería de Marina Holandés se emplearon contra los indonesios en las islas de Madura y Java.
El cuerpo de Infantería de Marina de Indonesia también operó vehículos LVT-3 y LVT(A)-4. No está claro si fueron donados por los holandeses o recibidos en algún momento posterior de excedentes de EE. UU..

#### Indochina
Para luchar contra el Vietminh los franceses crearon unidades especializadas para moverse por ríos y zonas de arrozales. Fueron organizadas por el Ejército y contaban con vehículos anfibios M29C Weasel (bautizado por los franceses Crab) a los que se unieron a partir de 1950 los LVT-4 y LVT(A)-4 Alligator, procedentes todos de depósitos americanos en Filipinas. Los franceses modificaron sobre el terreno sus LVT, incrementando su armamento y blindaje para poder enfrentarse a las guerrillas con mayor efectividad durante las agresivas operaciones militares francesas de búsqueda y destrucción. A los LVT-4 se les equipó con morteros, cañones de 40 mm., morteros, cañones sin retroceso de 57, 75 o 105 mm. y con más ametralladoras de 12,7 mm y 7,62 mm. Alguno de los LVT-4 equipados en Vietnam con cañón Bofors de 40 mm. fue visto en Suez en 1956. Además del aumento en poder de fuego los LVT podían transportar más soldados, lo cual aumentaba la capacidad de los franceses de atacar al Vietminh.
En 1950 el ejército francés recibió por fin varios LVT-4 y LVT(A)-4, procedentes de los excedentes americanos, que complementaron a  los M29C recibidos en 1947. Con los LVT se formó el primer comando autónomo (basado en Cochinchina), el segundo comando autónomo (Tonkín) y un Grupo Anfibio Operacional (Hue). Todos fueron encuadrados el Primer Regimiento Extranjero de Caballería (1.er REC). En 1953, los comandos autónomos se transformaron en Grupos Anfibios. Las unidades de LVT fueron disueltas y repatriadas con el final del conflicto. Los LVT supervivientes se llevaron a Argelia, donde estaba el Centre d'Intervention pour Opérations Amphibies.
En septiembre de 1951 el 1er Groupement Autonome contaba con dos escuadrones de M29 (33 cada uno, divididos en tres pelotones), tres escuadrones de LVT (11 LVT-4 y 3 LVT(A)-4 cada uno) y un pelotón de apoyo de fuego de 6 LVT(A)-4. Se creó un segundo grupo en Tonkin cuando más LVT llegaron de Filipinas. Ambos grupos operaron en los deltas del Mekong y río Rojo, y también en desembarcos en las costas de Vietnam. También el 1er régiment de chasseurs (1.er RCC) operó un pelotón de LVT en Hue cuando los LVT empezaron a actuar de manera más descentralizada en 1953. Cada escuadrón francés de LVT en Indochina constaba de 10 vehículos: 6 LVT-4 de transporte, 2 LVT(A)-4 con obuses de 75 mm., un LVT-4 de mando y un LVT-4 de recuperación. Cada LVT de transporte llevaba a un pelotón de 15 soldados más seis tripulantes. Los M29 realizaban tareas de reconocimiento y apoyo, mientras que los LVT atacaban las concentraciones de la guerrilla.

#### Crisis de Suez
En 1956 franceses y británicos emplearon sus LVT-4 en las operaciones anfibias. Las tropas de los dos páíses llevaba años sin realizar operaciones anfibias y más centrados en operaciones antiguerrillas que en grandes operaciones convencionales. Durante la expedición anglo-francesa de 1956 ambos recurrieron a sus LVT de la Segunda Guerra Mundial.

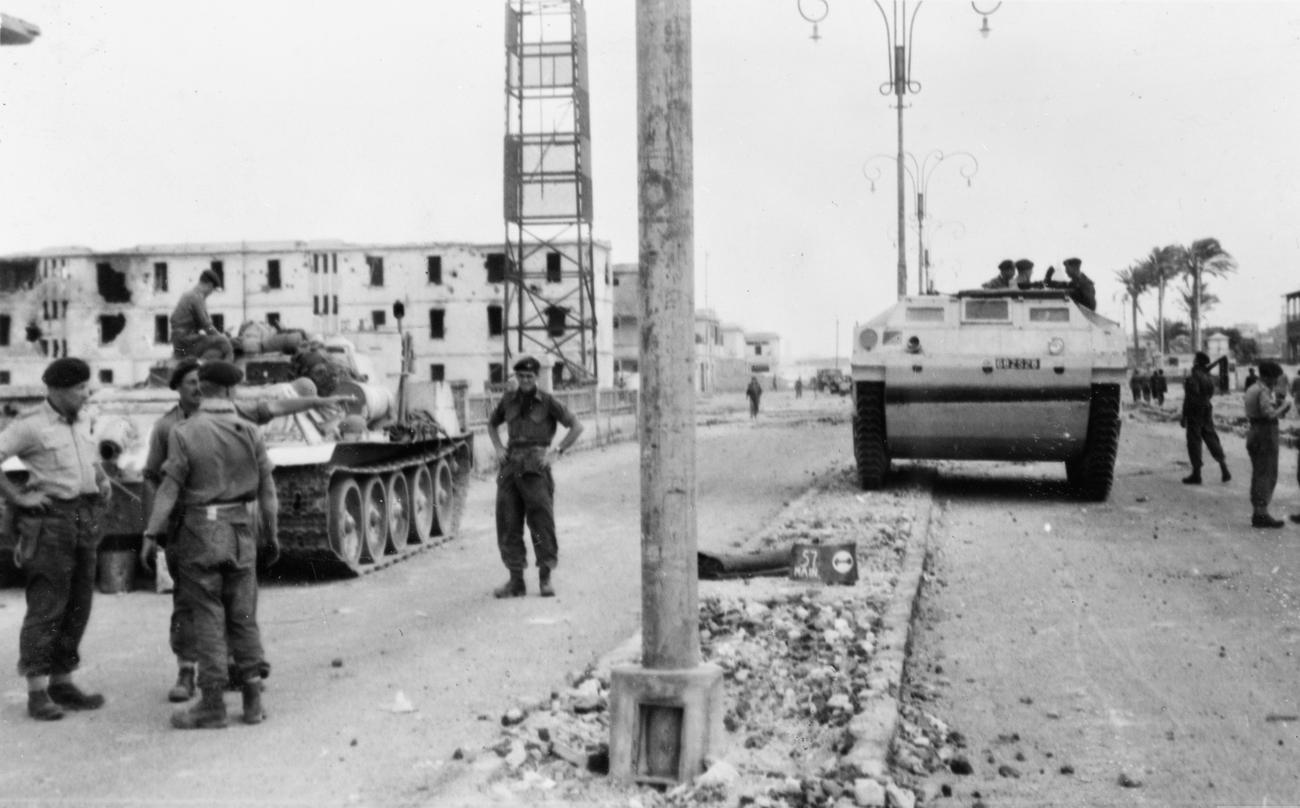
Un Buffalo Mk.IV británico en las calles de Port Said en 1956.

Un destacamento del 7th Royal Tank Regiment fue enviado en 1956 al School of Amphibious Warfare, creandose el No 1 Landing Vehicle Troop RAC. Tras entrenarse con LVT Mk.IV fueron enviados a Malta. Allí se entrenaron con el 45 Commando. Los Royal Marines debían tomar Port Said pero el empleo de lanchas de desembarco hacía muy vulnerables a los Marines y por ello se recurrió los únicos 16 Buffalo Mk.IV que se pudo reunir y en manos del 7 RTR, bastante obsoletos para esa fecha. Los LVT del 7th
Royal Tank Regiment el 6 de noviembre de 1956 llevaron los Marines del 42 Commando a tomar Port Said sin contar sus LVT con blindaje, radios ni armamento. Algunas fotos de Suez muestran LVT-3 Bushmaster transportando tropas de los Royal Marines.
Los franceses no estaban en mucha mejor forma. La Marina logró reunir 27 LVT-4 y 7 LVT(A)-4 que fueron operados por el 2e escadron del 2 REC para transportar tropas del 1er régiment étranger de parachutistes (1.er REP) y de los commandos de la Marina en la toma de Port Fouad.

#### Taiwán
Con la guerra de Corea Taiwán recibió material y asesoramiento, lo cual incluyó la guerra anfibia. Unos 100 LVT-4 se compraron en Filipinas de los excedentes americanos. Algunos LVT se emplearon en las incursiones contra el continente. 
Durante la crisis de 1958 Taiwán empleó sus LVT-4 para llevar suministros a la isla de Kinmen, asediada por China y sujeta a duros bombardeos de artillería. Los vehículos transportaron carga entre los LST y las islas, permitiendo mantenerlas abastecidas. Es muy posible que los LVT-3C del destacamento de Marines de EE. UU. desplazados a Taiwán fueran también empleados.
El Cuerpo de Infantería de Marina de Taiwán ha empleado desde entonces vehículos anfibios de oruga (LVT-3, LVTP-5 y AAV-7), teniendo una estrecha relación con los Marines de EE. UU. hasta 1979.

#### Otros
A pesar de haberse construido miles, pocos LVT sobrevivieron a la guerra. Muchos quedaron desperdigados por el Pacífico y no fueron repatriados. Algunos se llevaron a depósitos en Guam y Filipinas pero muchos otros fueron abandonados ya que necesitaban algún grado de reparación o eran de las versiones más antiguas LVT-1/2. Algunos fueron simplemente declarados obsoletos al llegar sus reemplazos y hundidos en el mar, como sucedió con los LVT(A)-1 al final de la campaña de Okinawa. En EE. UU. los Marines crearon un depósito de LVT en Barstow.
Tras la guerra los Marines quedaron encargados de las operaciones anfibias. Eligieron los LVT-3 como vehículo estándar ya que sus prestaciones eran mejores y su desgaste en la guerra menor. Los Marines se quedaron con 1.578 LVT-3 y 118 LVT(A)-5, quedando el resto almacenados o excedentes. El ejército retiró su flota de LVT y solo conservó en activo un puñado de LVT(A)-5.
Algunos países aliados recibieron LVT de los excedentes de posguerra. Con la sustitución del LVT-3 por el LVTP-5 surgió un nuevo excedente aprovechado por algunos países en Asia.

## Los LVT en España
La Infantería de Marina recibió LVT-4 en un esfuerzo de modernización tras la experiencia de la Guerra de Ifni. Fueron comprados, por mediación de un chatarrero inglés, a un ganadero estadounidense que los empleaba para transportar ganado de una orilla a otra del río Misisipi. 
Se recibieron en 1963 y se unieron a los camiones anfibios DUKW recibidos de la ayuda americana. Los LVT-4 fueron los primeros vehículos oruga de la Infantería de Marina, que logró así mejorar el movimiento buque-costa en asalto anfibio y la movilidad posterior en tierra de las unidades de fusileros. Fueron empleados por primera vez en el ejercicio Steel Spike en 1964. Inicialmente se incorporaron a la Unidad Experimental Anfibio-Mecanizada, encuadrada en lo que en 1969 pasó a ser el Tercio de Armada (TEAR) de la Infantería de Marina española. Con los LVT-4 se creó posteriormente una nueva Unidad, la Compañía de Tractores Anfibios, y su aportación a ganar experiencia en asaltos anfibios fue sustancial. Los resultados supusieron que en la reestructuración de 1970 se creara la Compañía de Vehículos Anfibios que en 1972 recibiría material comprado nuevo: 16 LVTP-7, dos LVTC-7 y un solitario LVTR-7. 1972 fue el mismo año en que fueron puestos en servicio activo con la Infantería de Marina de EEUU. Los LVT-4 fueron dados de baja en 1972 al ser reemplazados por los LVTP-7.
Los LVT-4 fueron parte del cambio organizativo de la Infantería de Marina, que había estado organizada en compañías de infantería ligera, de guarnición de arsenales, bases y buques. A diferencia de los Marines estadounidenses, en España los LVT-4 no estaban equipados con ninguna radio y los afustes para ametralladora Browning M1919 de 7,62 solo ocasionalmente fueron empleados, pero con ametralladoras Alfa. Iban armados con dos ametralladoras Browning M2 de 12,7 mm, emplazadas en la parte frontal.

## Los LVT en Argentina
El Batallón de Vehículos Anfibios N.º 1 fue creado en 1947 con el nombre de Batallón de Tropas Especiales Nº 1. En 1952 cambió el nombre a Batallón de Vehículos Anfibios N.º 1. En 1948, se incorporaron LVT-3, denominados vehículos anfibios a Oruga (VAO) .
Durante la década del 70, la Armada los reemplazó por LVTP-7.

## Los LVT en Chile
En 1965, la Infantería de Marina compró a la Empresa Nacional de Petróleo de Magallanes cuatro LVT-4, procedentes de los excedentes de la Segunda Guerra Mundial. Estos vehículos anfibios fueron asignados al Destacamento N.º 4 Cochrane, para ganar experiencia y contribuir al movimiento buque–playa. La Infantería de Marina los retiró en 1974 al comprar 26 LVTP-5 y formar su Compañía de Carros de Asalto Anfibio.

## LVT en Australia

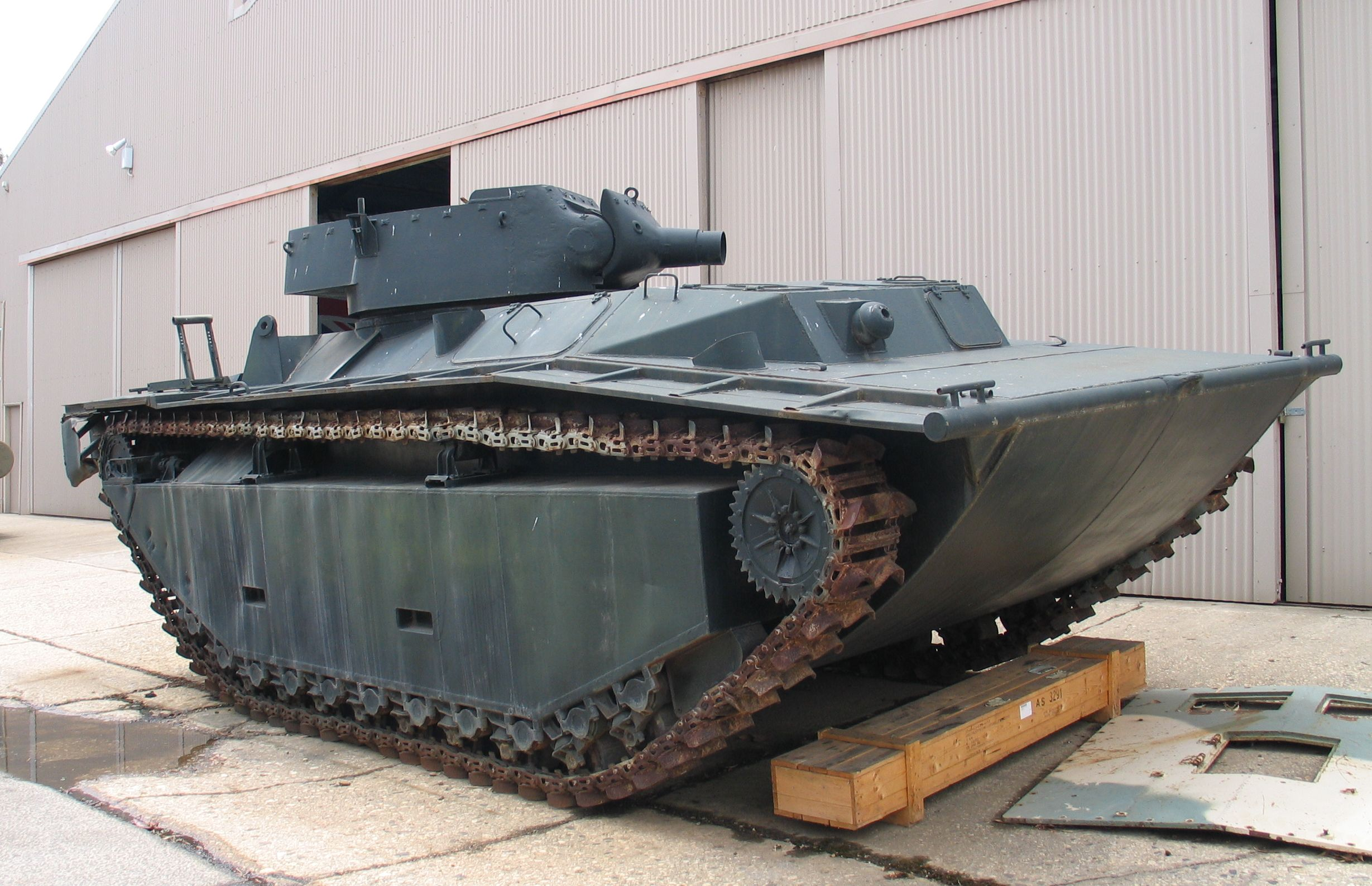
LVT(A)-4 del Royal Australian Armoured Corps conservado en el museo de Puckapunyal, Australia.

Como todos los ejércitos implicados en la guerra en el Pacífico Australia se interesó en adquirir LVT para las operaciones anfibias. El ejército de Australia recibió 25 LVT-1 (numerados ARN 136666-136690) se reciieron en 1944 y a principios de 1945 se emplearon para el entrenamiento del recién formado 1st Amphibious Armoured Squadron. En primavera de 1945 el 727th Amphibian Tractor Battalion del US Army, equipado con LVT-4, fue asignado al apoyo del ejército australiano en Tarakan.
El resto de LVT llegó a Australia ya acabada la guerra. Después de 1945 llegaron 30 LVT(A)-4 (ARN 159841-159870) y 100 LVT-4 (ARN 149392-149491). En 1954 21 LVT se vendieron a Francia. Los LVT-4 se asignaron a la 16 Transport Company del RAASC y los LVT(A)-4  al 15th Northern River Lancers, siendo todos retirados de servicio en 1955. Fotos de 1966 muestran LVT-4 almacenados en el 1 Central Ordnance Depot australiano.

## LVT en Holanda
La Mariniersbrigade fue entrenada en EE. UU. para tomar parte en las operaciones en las Indias Orientales Holandesas. La Brigada seguía el modelo de los Marines y contaba con la amphibie tractoren compagnie (AMCO). Esta fue equipada con vehículos LVT-3, denominados amfibisch landingsvoertuig Amtrac. La brigada no luchó contra los japoneses pero si contra los nacionalistas indonesios. Los LVT-3 del Real Cuerpo de Infantería de Marina Holandés se emplearon en combate.

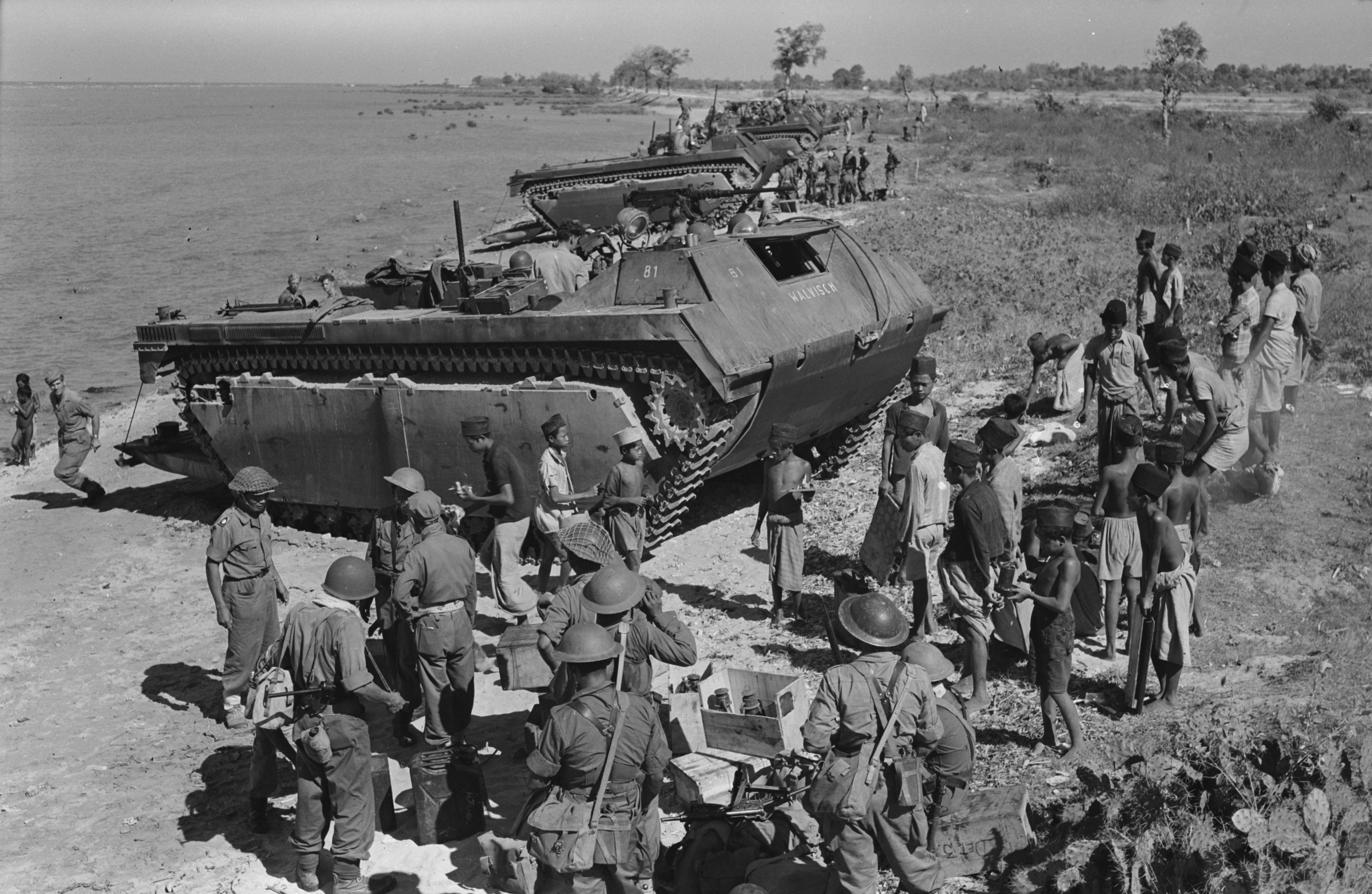
LVT-3 en el desembarco en la isla de Madura.

Al llegar a Surabaya la Amco se estableció en un campamento cerca del puerto de Tandjong Perak. Más tarde se trasladó al Helfrichboulevard. En abril de 1946 la plantilla de personal fue cubierta y el Amco pudo comenzar a entrenarse, incluyendo práctica en colaboración con la infantería. El Amco constaba de 3 pelotones de 9 vehículos LVT-3 cada uno y una sección de mantenimiento. 
La primera prueba importante de la Amco fue la Operación Trackman en agosto de 1946. Se utilizaron 21 LVT-3 en esta acción. En la Operación Quantico días después la Amco desplegó 4 Amtracs en apoyo. Después de estas acciones los pelotones de LVT-3 actuaron con frecuencia para apoyar a la infantería y se estacionaron secciones en Waroe Goenoeng, Driaredja, Legoendi, Drjebeng y Djembang. En marzo de 1947 la Amco fue asignada a la columna motorizada que avanzó hasta el complejo de esclusas de Modjokerto, dentro de la Operación Ideal.

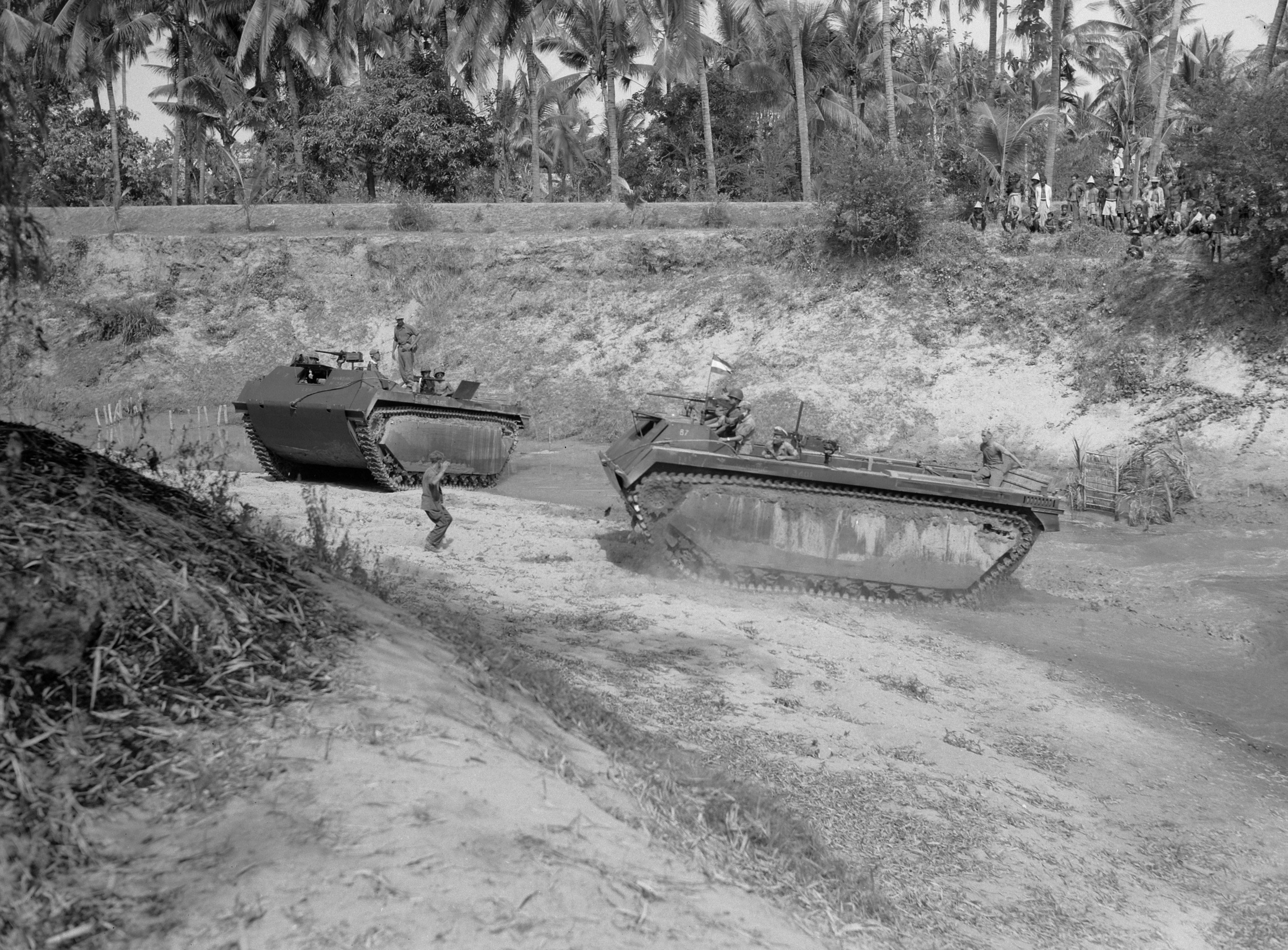
LVT-3 de la Infantería de Marina holandesa en Indonesia.

Durante la primera "acción policial" en julio de 1947, la Amco participó en la operación Product Zuid. El 21 de julio de 1947 se inició el avance desde Porrong hacia Mlaten, Poerwosari y Lawang. Hubo mucho retraso debido a las barricadas, obstáculos y fuego enemigo. El mismo día que llegaron a Mlaten dos grupos giraron hacia el norte y ocuparon Bangil y Purwosari. El siguiente paso fue la ocupación de Malang y Batoe. Para ello, se agregaron 2 secciones de LVT a la X-Brigade del ejército. Los Amtracs restantes regresaron a Surabaya y participaron en la ocupación de la isla Madura. Hubo poca oposición durante el desembarco en Madura, pero el avance al interior estaba sembrado de minas y bombas-trampa, que colgabanen los árboles. El 5 de septiembre de 1947 la Amco desembarcó en Laboean como parte de la limpieza del área alrededor de Asembagoes, operación Cartago. Los Amtracs se añadían regularmente a la infantería como apoyo y estaban basados en Moentjar y Djember. A finales de 1947 toda la Amco estaba de regreso en Surabaya para su reorganización. Los soldados volvían a casa y la Amco se redujo a un pelotón de LVT-3. 
Durante la segunda "Acción Policial" de diciembre de 1948, 4 Amtracs fueron asignados a asegurar la cabeza de playa en la playa de Glondong. Después de verse que el avance a Tjepoe era muy difícil, se consideró una ruta alternativa a través de Lasem y Rembang. Se utilizaron dos LVT-3 para proteger varios puentes en la ruta Glondong-Lasem-Rembang. El 2 de enero los dos LVT regresaron a Glondong. El 28 de diciembre de 1948, 4 LVT-3 también fueron estacionados en Ploso para proteger las carreteras.
Después de la segunda acción policial, la Brigada de Infantería de Marina se basó Bodjonegoro. En julio de 1949 la Brigada de Infantería de Marina se disolvió y se transformó en Batallón Anfibio. El Ampel también dejó de existir. El 20 de abril de 1950, los 17 Amtrac supervivientes fueron entregados a Indonesia en una gran ceremonia, después de años de servicio con Holanda.

## LVT en Italia
La incorporación de Italia a la OTAN supuso que en 1951 se creara en Venecia la llamada Settore Forze Lagunari, unidad interejércitos para operaciones anfibias. Con los años los Lagunari se convirtieron en la unidad de asalto anfibio del ejército italiano, mientras que la Brigada San Marco depende de la Armada. En 1951 la unidad estaba compuesta por personal del Ejército (batallones Piave y Marghera y la Compañía de Vehículos anfibios) y personal de la Armada (Batallón San Marco), bajo el mando de un Contraalmirante.
En la Guerra Fría la función de la unidad era defender las costas de la laguna veneciana y Adriático norte de la amenaza del Pacto de Varsovia, así como el asalto anfibio a lo largo del mar Adriático. La unidad contó a partir de 1954 de una compañía anfibia dotada con al menos 16 LVT Mk.4, operados por personal del ejército. El 1951 los LVT-4 de la compañía anfibia del Batallón San marco fueron empleados para auxiliar a la población civil en las graves inundaciones. En 1954 los italianos fueron enviados a Arzew para ser entrenados por los franceses en el manejo de los LVT. Parece que los primeros LVT-4 se consiguieron inicialmente en un depósito cercano a Pisa, pero su estado era bastante malo y se debieron buscar repuestos y componentes para ponerlos en servicio. Cuando la marina abandonó en 1957 la organización de los Lagunari y el batallón San Marcos cedió al batallón Isonzo del ejército los LVT. La plantilla del Batallón Isonzo en que se encuadraban contemplaba oficialmente 27 LVT. Aunque inicialmente costó contar con suficientes LVT en algunos momentos se logró contar con 45 unidades. Para suplementarlos se incorporaron transportes acorazados M113 y en la década de 1970 fueron reemplazados por LVTP-7.

## LVT en la Antártida
El 1946/47 la Armada de EE. UU. realizó la Operación Highjump. Como parte de ella un LVT-3 y un LVT-4 preparados para la nieve fueron probados en condiciones antárticas.

## LVT en Corea del Sur
Una de las lecciones de la guerra de Corea fue la importancia de las operaciones anfibias. El Republic of Korea Marine Corps (ROKMC) creció durante la guerra y combatió junto a los Marines de EE. UU., que los entrenaron como si de una unidad propia se creara. Parte del entrenamiento incluyó asalto anfibio, mediante LVT. Además de entrenamiento los Marines surcoreanos en varias operaciones de combate emplearon los LVT americanos. El desembarco de Tongyeong en agosto de 1950 fue la primera operación anfibia individual del Ejército de la República de Corea.
Tras la guerra el ROKMC siguió creciendo y en 1956 ya contaba con una división. El crecimiento fue tutelado y financiado por EE. UU. Para equipar su batallón de tractores anfibios EE. UU. suministró en 1958 vehículos LVT-3C excedentes. Estos estarían en servicio hasta que en 1971 los LVTP-7 empezaran a reemplazarlos. Fotos de 1977 muestran a los Marines empleando sus LVT-3C. Los Marines operaron sus LVT-3C desde 1958 hasta 1986.

## LVT en Tailandia
El Royal Thai Marine Corps (RTMC) recibió de los excedentes americanos algunos LVT-4, dentro del programa de ayuda militar y la expansión de la Infantería de Marina tailandesa durante la década de 1960. Los LVT-4 fueron reemplazados por LVTP-7 en 1973.

## LVT en Indonesia

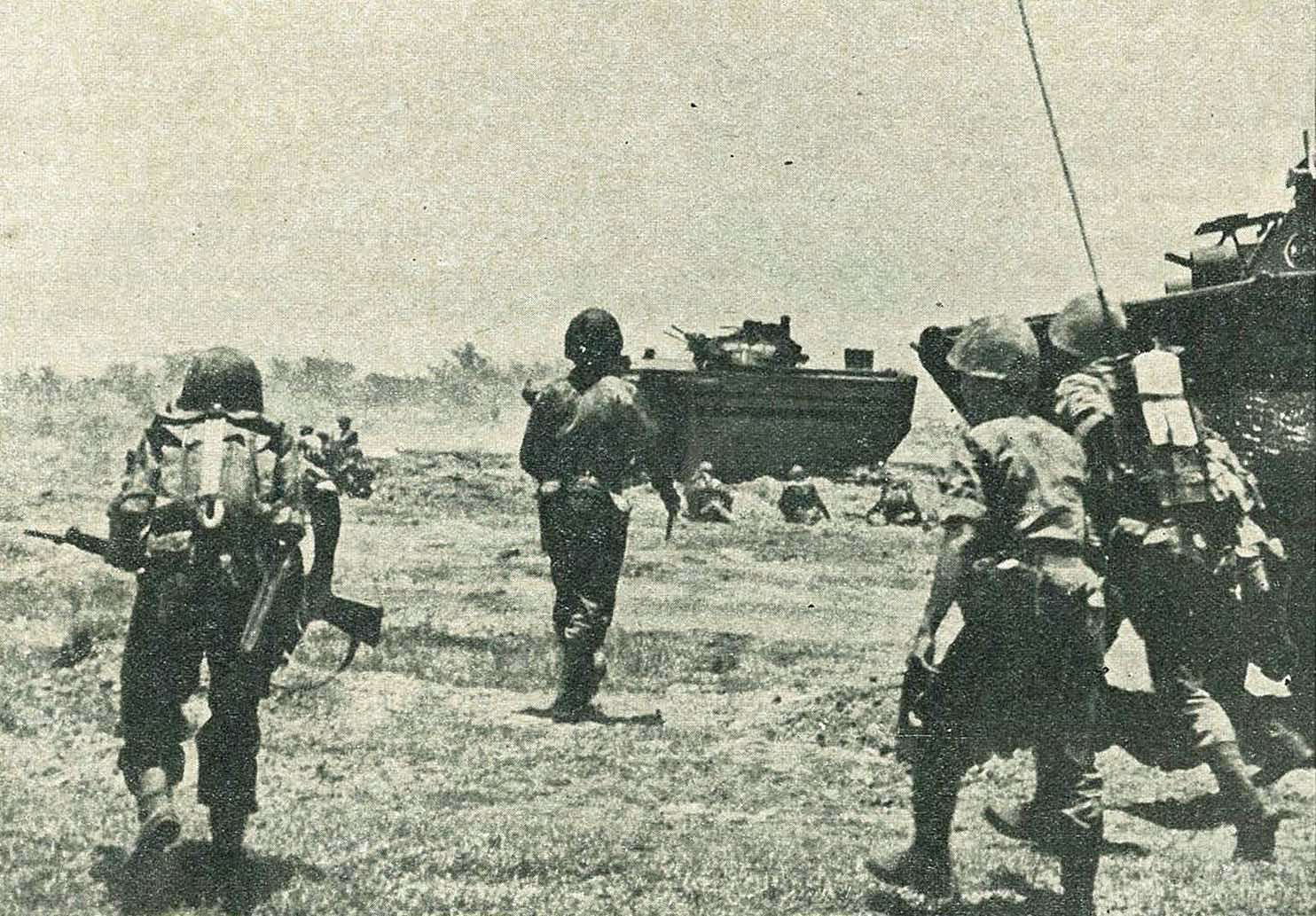
LVT en acción en 1960 con la Infantería de marina de Indonesia.

El Korps Komando de Indonesia fue formado durante la independencia. En 1950 se creó el elemento blindado de la Infantería de Marina, la base del 1.er Regimiento de Caballería, armado con el equipo dejado en el país por los holandeses. Se formó finalmente una brigada blindada, que contaba con un batallón de LVT. Se incorporaron LVT-3, LVT-4 y LVT(A)-4, unos cedidos por los holandeses y otros llegados en 1954-58 con la asistencia militar de EE. UU. 
A partir de 1961 se recibieron de la URSS BTR-50 y PT-76 que reemplazaron a los LVT en el Batalion Panser Amfibi Korps Komando.

## LVT en Filipinas
Después de la Segunda Guerra Mundial Filipinas creó su Cuerpo de Infantería de marina (Philippine Marine Corps). En 1950 se creó la compañía A del 1st Marine Battalion. la ayuda de EE. UU. fue esencial para hacer crecer la unidad, así EE. UU. donó algunos LVT-3C para que el PMC pudiera crear su Assault Amphibian Company (AAV Co). Años después fueron reemplazados por los LVTP-5 procedentes de excedentes de EE. UU..

## LVT en Francia
En 1946 el Centre d’Instruction Interarmées des opérations Amphibies (CIOA) fue creado por los franceses en Arzew 
(Argelia). La elección del lugar era fácil, pues los aliados habían establecido allí durante la guerra su centro de entrenamiento anfibio. En 1947 se asignó al CIOA una unidad de zapadores especializada en apoyo de asalto anfibio, la compañía de Playa. El CIOA contaba con algunos LVT, por lo cual se recomendó adquirir más para la guerra en Indochina. Los franceses localizaron LVT-4 y LVT(A)-4 excedentes en los almacenes americanos en Filipinas. Se compraron varias unidades en cuanto EE. UU. lo autorizó en 1950, reforzados años después por nuevas compras de LVT excedentes en Australia y EE. UU. 
El despliegue de unidades completas contra el Viet Minh fue posible a partir de la llegada de los LVT-4 y LVT(A) -4 en 1950,. En septiembre de 1951 se creó el 1er Groupement Autonome, que constaba de dos escuadrones de Weasel (33 cada uno), tres escuadrones de LVT-4 (11 cada uno) y un pelotón de apoyo de fuego de 6 LVT(A)-4. En Indochina cada Grupo Anfibio (GA) contaba con un escuadrón LVT equipado con unos 16 LVT. Una compañía LVT estaba normalmente bajo el mando de un Capitán y compuesta por 10 vehículos: 1 de mando, 6 de transporte, 2 LVT(A)-4 con obús y 1 de recuperación equipado con material de remolque. Cada vehículo de transporte podía llevar la mitad de un pelotón, 15 hombres, además de su tripulación de 6. Las operaciones fluviales en los delta del Mekong y del Río Rojo eran muy importantes para denegar al Viet Minh el control del territorio, así los DINASSAUT franceses equipados con lanchas LCM de todo tipo aprendieron a combinarse con los M29C y LVTs para combinar movilidad y potencia de fuego en operaciones contra la guerrilla.
Con el fin de la guerra en Indochina el escuadrón de carros anfibios de la legión Extranjera fue destinado a Arzew, creándose el Escadron Amphibie d’Arzew (EAA). Las operaciones antiguerrila en Argelia dejaron en segundo plano las anfibias.En 1956 se asignaron los LVT a la operación anglo-británica en el canal de Suez. Los LVT en Suez fueron operados por el 2 REC de la Legión, que los pintó color arena. La expedición de 1956 en Suez demostró la importancia de las operaciones anfibias y en 1958 el CIOA fue refundado como Centre d’Instruction pour les opérations amphibies. Se le asignaron de manera oficial el escuadrón de LVT del 2 REC y la compañía de playa, ambas del ejército. Los LVT se asignaron a misiones de entrenamiento.
En 1962 el CIOA se mudó a Bretaña, llevándose sus LVT al fuerte de Penthièvre. En 1965 los LVT se  asignaron al entrenamiento de la nueva Force Amphibie d’Intervention, como parte del Groupement Spécial d’Assaut Amphibie. Con el traslado a Francia los LVT dejaron de ser operados por la Legión Extranjera para ser asignados al Escuadrón Anfibio de Tropas de Marina (EATdM). Los LVT estuvieron en servicio hasta 1980.

## LVT en Taiwán
La República de China recibió un número indeterminado de LVT-4 y LVT(A)-4 tras el final de la Segunda Guerra Mundial. En 1946 los LVT-4 y LVT(A)-4 empezaron a llegar al Kuomintang, que los usaría contra el Partido Comunista. A ellos se unieron otros LVT comprados de los excedentes americanos. Militares chinos visitaron los depósitos en Filipinas, Guam y Saipán para adquirir tanques y blindados. Fueron empleados en la guerra civil y los supervivientes quedaron repartidos entre los dos bandos.
Con la guerra de Corea, EE. UU. ayudó a Taiwán a reforzar sus defensas. Se cree que pudo suministrar más LVT-4 adicionales. Se cree que además el ROCMC recibió algunos LVT(A)-5 a partir de 1957, cuando estos fueron declarados obsoletos por EE. UU. al recibir los nuevos LVTH-6. Los LVT(A)-5 serían reemplazados a su vez en Taiwán por los LVTH-6 en la década de 1970.
A medida que quedaron obsoletos EE. UU. transfirió a Taiwán también vehículos LVT-3C, que estuvieron en servicio muchos años con el ROCMC. Los LVT-3C, LVT4 y LVTP5, fueron originalmente asignados al Comando de Fuerzas Blindadas del Ejército de Taiwán antes de ser transferidos a la Infantería de Marina.

## LVT en Reino Unido
Después de EE. UU. el país con mayor número de LVT en servicio fue Gran Bretaña. A los ingleses no se les escapaba la importancia de equiparse con vehículos anfibios para las operaciones de desembarco en Europa y el Pacífico. El Royal Corps of Transport adquirió camiones DUKW y se fabricó localmente el Terrapin. Los LVT tardaron más en llegar dado que los Marines acaparaban la producción. Sencillamente no había suficientes LVT para cubrir las demandas de las operaciones de combate.
En 1943 llegaron a Inglaterra unos 200 LVT-1. Esta versión estaba ya anticuada para el Pacífico y los vehículos fueron asignados a los ingleses para entrenamiento y poder absorber vehículos más modernos rápidamente. Los primeros 30 destinaron a formar el No. 4 Motor Boat Company, Royal Army Service Corps (RASC), que se entrenó con ellos en Dundonald y Loch Fyne dado que en Escocia estaba el Combined Operations amphibious training centre. A continuación se empezaron a recibir unos 100 LVT-2 y LVT(A)-2. Unos 500 vehículos de la llamada versión Mk.IV (LVT-4) o Buffalo IV llegaron entre 1944 y 1945 al ejército británico. Los ingleses los armaron con un cañón Polsten de 20 mm en el frontal y dos ametralladoras Browning de 7,62 mm. en la parte trasera, a veces equipadas con escudos. En Italia los LVT recibieron el nombre código de Fantails.

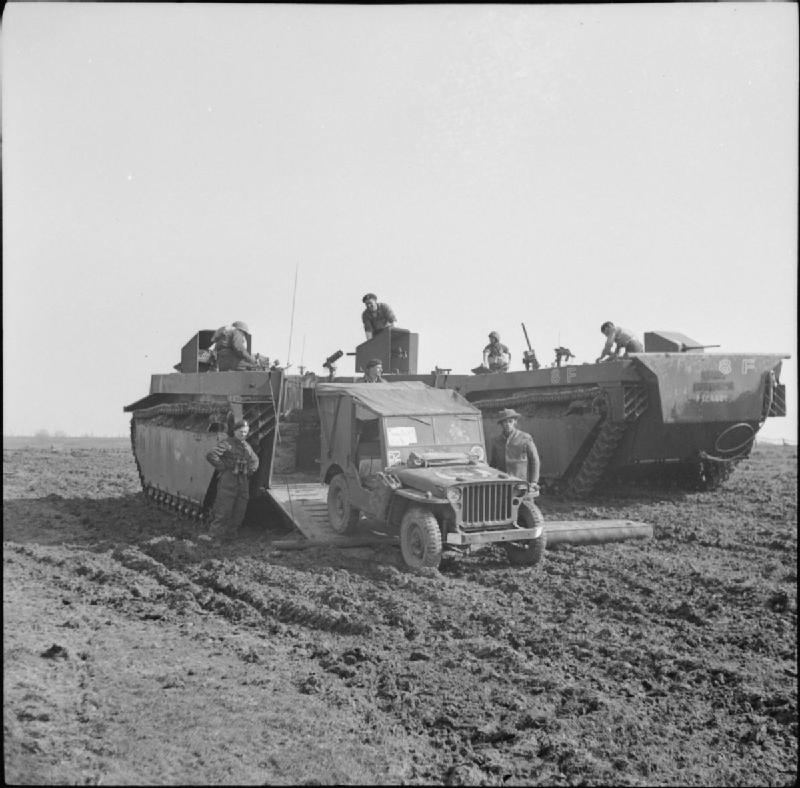
Un jeep baja de un Buffalo del 4th Royal Tank Regiment durante el cruce del Rin.

Los ingleses asignaron los Buffalo a la 79th Armoured Division previendo emplearlos en operaciones de asalto, ya que estas recaían en el Royal Armoured Corps y los Royal Engineers. Cada uno de sus regimientos se organizaba en cinco escuadrones, compuesto cada uno de tres pelotones de 6 LVT cada uno. Después del desembarco en Normandía el 5th Assault Regiment y el 11th Royal Tank Regiment recibieron vehículos Buffalo II y Buffalo IV para apoyar a las unidades canadienses. Les siguieron el 6th y 42nd Assault Regiment. Los LVT fueron empleados en las operaciones para desalojar a los alemanes del estuario del Escalda en otoño de 1944. Los LVT fueron esenciales para apoyar a los Royal Marines en el asalto a la isla de Walcheren. En las operaciones unos 100 LVT fueron destruidos o quedaron inservibles por daños o averías. A principios de 1945 y como preparación del cruce de los grandes ríos de Alemania el 33rd Armoured Brigade' vió como sus tres regimientos recibían vehículos Buffalo y se le subordinaba a la 79th Armoured Division. De ellos solo el 4th Royal Royal Tank Regiment conservó sus LVT después del cruce del Rin. En 1945 los ingleses asignaron LVT a las operaciones anfibias en el rio Po y el lago Comacchio.
En Italia los LVT comenzaron a llegar en 1945, encuadrados en la 9th Armored Brigade. Los británicos asignaron 182 LVT al 15th R.A.S.C Transport Column. El 755th Tank Battalion americano solo contaba con personal para operar 120 de sus 182 LVT, por lo que los británicos asignaron tripulaciones del 27th Lancers. Fueron empleados en la ofensiva de primavera de 1945. Algunos LVT contaban con equipos de infrarrojos que permitían a sus conductores orientarse en la oscuridad.
También en Asia emplearon los ingleses sus vehículos Buffalo. Algunos LVT-1 se destinaron a Birmania para realizar operaciones anfibias contra los japoneses, que finalmente fueron canceladas. La 2nd Division se reorganizó en 1943 para operar bajo el mando del Indian Expeditionary Force. Su regimiento de reconocimiento vio como sus escuadrones A y C recibían 50 LVT-1 Alligator a finales de 1943. Los escuadrones fueron asignados a la 36th Indian Division a principios de 1944.
Los Royal Marines recibieron LVT-4 and LVT(A)-4 que el 34th Amphibian Support Regiment empleó para dar apoyo de fuego a los desembarcos en Birmania y Malasia. Siguiendo su tradición los ingleses modificaron sus LVT para la misión, creando así el LVT-4(F) Sea Serpent, equipado con un par de lanzallamas Wasp en montajes en la delantera. También se reconvirtieron LVT-4 en vehículos lanzacohetes. En Italia 16 LVT-2 fueron modificados para transportar (y disparar) un cañón de 25 libras con el que dar apoyo de fuego. Otros se encargaron de tender alfombras para que los tanques Sherman DD no se quedaran inmovilizados en el barro durante el cruce del Rin. Uno de los primeros LVT-1 recibidos fue equipado con fines experimentales de una especie de pala de bulldozer instalada en el frontal y operada remotamente.

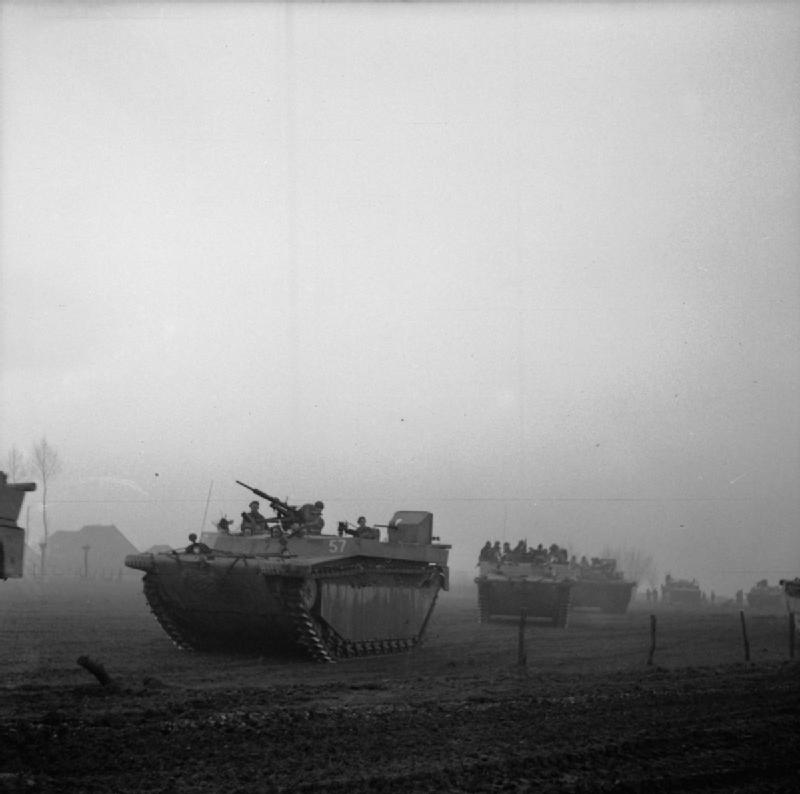
LVT Buffalo del 5th Royal Tank Regiment avanzan tras cruzar el Rin.

Al igual que sucedió con el Terrapin con respecto al DUKW se realizó el vehículo Neptune y el Argosy, un intento de equiparse con LVT producidos en Inglaterra. Con el final de la guerra se abandonaron los proyectos. En 1947 se disolvió el 34th Amphibian support regiment de los Royal Marines, que fue repatriado en 1946.
En septiembre de 1945 la Royal Navy contaba con 11 LVT-2, 40 LVT-3, 2 LVT-4 y 51 DUKW. Sin embargo el ejército era quien tenía la mayor parte de los LVT. La posguerra vio como las operaciones anfibias se dejaban en el abandono, no por falta de interés sino de recursos. Las operaciones anfibias en Reino Unido no dependían de los Marines como en EE. UU. y la experiencia de la guerra era la de operaciones anfibias como Normandía, muy distintas al Pacífico. El ejército retiró de sus unidades los LVT. La 116 Company del Royal Army Service Corps y la 264 Beach Brigade eran sus únicas unidades equipadas con DUKW y LVT. En 1948 los Royal marines crearon la Amphibious School y en 1951 la Royal Navy creó en Malta el Amphibious Warfare Squadron (AWS) equipado con medios de desembarco de la guerra que con los años quedaron muy desgastados. Sólo los Royal Marines recibieron algún tipo de entrenamiento anfibio regular, aunque no mucho ya que la prioridad eran las muchas guerras a que se enfrentaba Gran Bretaña por todo el mundo. En 1952 se estimaba que solo quedaban 37 LVT operativos en todas las fuerzas armadas. Se propuso comprar en EE. UU. 12 LVT(A)-4 y algunos LVT, algunos incluso propusieron comprar el nuevo LVTP-5, pero quedó en nada ante los presupuestos menguantes. Para la incursión de 1956 en Suez apenas se logró reunir los 16 LVT-4 del 1 LVT Troop tras muchos esfuerzos. En el Amphibious Warfare Centre, creado en 1949 en Fremington, los LVT-3 se operaron con fines teóricos y durante varios años un puñado de LVT y DUKW de la 116 Company del RASC, luego sustituida por la 18 Company participaron en maniobras, ejercicios y asistieron a la población civil en inundaciones. En la década de 1960 fueron retirados.

## LVT en la US Navy
El primer uso operativo del LVT fue el que hizo la US Navy en el norte de África en noviembre de 1942. Se utilizó una pequeña cantidad de LVT-1 ya que se habían asignado Se asignaron 4 LVT-1 y 2 bulldozer a cada grupo de playa para remolcar vehículos y embarcaciones atascados. Los LVT-1 demostraron ser útiles para poner a flote las naves de desembarco varadas, pero experimentaron muchas averías mecánicas.
El mismo uso se hizo en otras operaciones anfibias en Europa.

## Versiones
La primera versión, la LVT-1, podía llevar a 18 hombres y 4.500 libras de equipo. Los marines emplearon por primera vez el LVT-1 en Guadalcanal con 128 disponibles para 1.ª División de Marina. El uso en combate reveló que eran necesarias mejoras en blindaje para usarlo en asaltos y un mayor número de LVT para un rápido despliegue en el desembarco. En junio de 1941 se aceptó el diseño de Roebling de LVT armado con una torreta y el LVT se sometió a un rediseño que llevó al LVT-2, con nuevo sistema de propulsión y suspensión para un mejor rendimiento en tierra y capaz de transportar hasta 6.950 libras de equipo. Las dos variantes de la torreta se designaron LVT(A)-1 y LVT(A)-4. El LVT fue además construido con blindaje adicional. El  LVT se rediseñó de buey para mejorar en apoyo de fuego y transporte de carga. El LVT-4 llegó en agosto de 1943 con el motor movido hacia adelante y una puerta-rampa trasera, lo que aumentó la capacidad de 18 soldados a 30. Esto dejó los LVT anteriores obsoletos.
Los números oficiales por modelo y usuario son los siguientes:
LVT-1: Total producción 1225.
- USMC 540
- US Army 485
- Aliados 200

LVT-2: Total producción 2962
- USMC 1355
- US Army 1507
- Aliados 100

LVT(A)2: Total producción 450
- USARMY-450

LVT-3: Total producción 2964
- USMC 2964

LVT-4: Total Producción 8351
- USMC 1765
- US Army 6086
- Aliados 500

### LVT-1Alligator

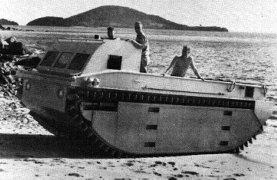
Los Marines prueban el prototipo del LVT-1 en Puerto Rico en 1940.

El primer prototipo militar recibió la denominación LVT-1. El apodo Alligator fue heredado del prototipo civil. Oficialmente se le conocía como Amphibious track, abreviado Amtrac.
Los Marines le asignaron la misión de transporte logístico, dada su capacidad para llevar hasta 18 hombres o 2 toneladasde carga de los barcos a la playa. Se encuadraron en unidades de transporte, no se esperaba que entraran en combate. Su prioridad era mover suministros a las playas.
El LVT-1 debutó en Guadalcanal. Su tracción sobre orugas le permitía superar las barreras y obstáculos. Su débil protección y armamento les hicieron ser muy vulnerables. Lo primero que hicieron los Marines al recibirlos fue armarlos con las ametralladoras que pudieron encontrar.
Se probó su uso como transporte de tropas por primers vez en el asalto anfibio de Bouganville. También en Guadalcanal en ocasiones transportaron tropas al frente y les apoyaron con sus ametralladoras.

### LVTWater Buffalo
Desde el principio quedó claro que el LVT-1 tenía varios defectos, el principal su poca fiabilidad mecánica y una vida media útil de  solo 200 horas. El verano de 1941 FMC comenzó a trabajar en reemplazarlo por un vehículo más fiable. 
- La suspensión fue modificada.
- El motor se cambió por el del tanque M3A1, un Continental Radial refrigerado por aire de 200 CV de potencia.
- La tracción dd ruedas traseras del LVT-1 se cambió a las ruedas delanteras para una mejor limpieza de barro y los objetos.
- El motor trasero obligaba a un eje de transmisión largo, solucionado con acoplamientos elásticos entre las secciones del eje.

Los cambios aumentaron la capacidad de carga a 24 soldados equipados o 3.000 kilos de carga. El aspecto externo cambió y el nuevo diseño del casco mejoró considerablemente la navegación.
El LVT-2 tenía una vida útil de 600 horas, insuficiente pero mayor que la del LVT-1. La producción comenzó en enero de 1943. Entre las misiones del LVT-2 estaba ahora transportar soldados en el asalto a las playas. El LVT-2 estaba previsto que fuera armado con ametralladoras. El ejército y Marines coparon la producción, solo 100 fueron exportados a Gran Bretaña.
El LVT(A)-2 fue creado a petición del ejército en 1943. Era una variante del de LVT-2 con blindaje. Su capacidad era llevar dieciocho soldat y se produjeron unos 450 ejemplares.

### LVT-4
FMC presentó en agosto de 1943 un diseño de LVT en el que el motor se movió hacia adelante y contaba una rampa en la parte trasera, que permitía a las tropas y carga salir de forma más rápida y segura. Con un nuevo motor la capacidad del LVT-4 pasó a 30 soldados o 4 toneladas de carga. Era una gran mejora respecto a los LVT anteriores por lo que fue la versión más numerosa, con 8.351 unidades.
Contaban con blindaje, ametralladora frontal e instalación para ametralladoras. Su primer uso en combate fue en Saipán, donde fueron además empleados para transportar heridos, a veces directamente a los barcos hospital. Los Marines, US Army y ejército británico fueron sus primeros usuarios. Terminada la guerra muchos países los compraron como excedentes.
Los británicos hicieron sus propias conversiones del LVT-4. El LVT-4(F) Sea Serpent llevaba un par de lanzallamas Wasp en montajes en las secciones delantera izquierda y derecha del área de carga para las operaciones en Lejano Oriente pero no fue utilizado en combate por el ejército británico. Los británicos también basaron su modelo anfibio GS Neptune de 4 toneladas en el LVT-4, aunque produjeron muy pocos ejemplares por problemas técnicos. Otras conversiones incluyeron al vehículo de recuperación anfibio Sea Lion y la plataforma taller móvil Turtle.
Los británicos armaron sus LVT-4 y LVT-2 con un cañón Polsten de 20 mm. y dos ametralladoras Browning calibre 0.30. Los LVT-4 británicos a veces transportaban los vehículos blindados Universal Carrier, así como piezas de artillería remolcadas de 6 libras. Canadá también empleó LTV-4, instalando un lanzallamas Ronson en la parte delantera.
Después de la Segunda Guerra Mundial, los franceses modificaron el LVT-4  y equiparon algunas unidades con un cañón antiaéreo Bofors de 40 mm para aumentar su eficacia contra objetivos terrestres.

### LVT-3
El LVT-3 Busmaster fue creado por Borg Warner Corporation como su Modelo B, creado en abril de 1943. Al igual que el LVT-4 de FMC respondía a una mejora del LVT-1 original. Fue utilizado por primera vez en combate en Okinawa, en abril de 1945, con el 1st y 4th Amphibian Tractor Battalion . Acabada la guerra los Marines eligieron los LVT-3 como su modelo estándar, ya que era más capaz que el LVT-4 y estaban menos usados. A partir de 1949 los marines encargaron convertir 1.200 vehículos a la versión LVT-3C, que incluía mejoras como un techo. Muchos LVT-3 permanecieron en servicio hasta 1955, al ser reemplazados por el LVTP-5. Algunos países como Tailandia y Taiwán recibieron LVT-3 excedentes a medida que eran reemplazados.

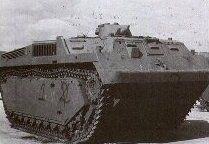
Un LVT-3C.

El diseño del Modelo A original presentado en 1942 incluía una rampa trasera para permitir la carga. Los motores se trasladaron delante para proporcionar espacio suficiente para un Jeep o un cañón. Cuando se presentó el Modelo A no ofrecía una ventaja diferencial respecto al LVT-4 de FMC. Sin embargo el diseño parecía prometedor y se encargó al fabricante seguir el desarrollo y se creó el Modelo D, que acabaría siendo el LVT-3. El LVT-3 empleaba el motor de gasolina Cadillac V-8 y la transmisión del tanque M5A1, lo que mejoró la capacidad de carga respecto al LVT-4. Otra mejora que ofrecía era la posibilidad de añadir placas de blindaje para misiones de asalto, ya que la US Navy se oponía a añadir blindaje de fábrica a cualquier LVT puesto que las misiones de asalto suponían solo una pequeña parte del empleo global de todos los LVT. En servicio con los Marines como LVT estándar después de 1945 el LVT-3 ofreció mejor eficiencia y fiabilidad, ya que los Marines tenían más tiempo y mejores instalaciones para dedicar al mantenimiento, algo que era un lujo en la Segunda Guerra Mundial.

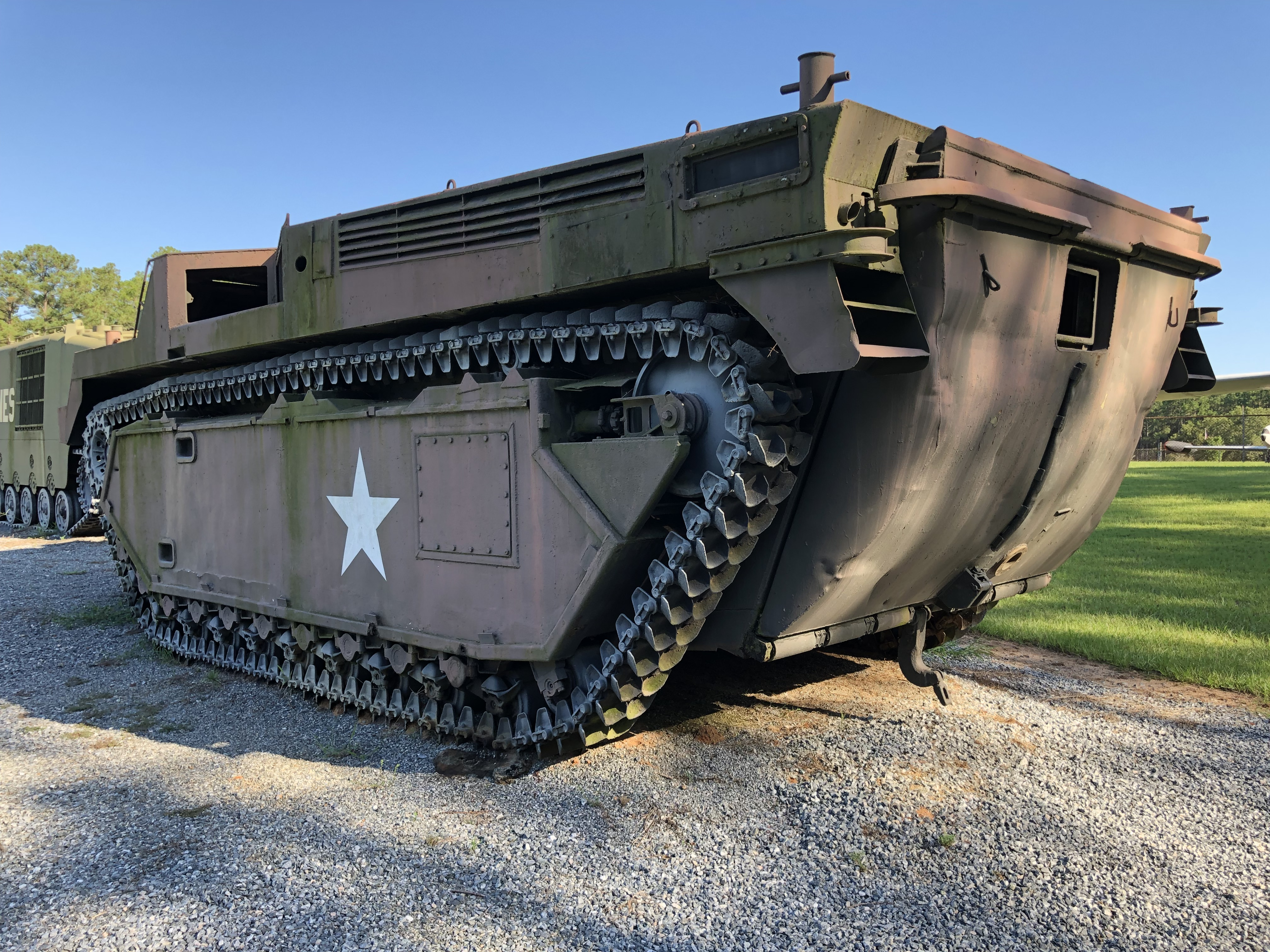
Un LVT-3C conservado en un museo.

En la posguerra ante la falta de fondos para nuevos LVT los marines decidieron en 1949 convertir 1.299 de sus LVT- 3 en LVT-3(C). La conversión fue realizada en el Long Beach Naval Shipyard con las mejoras dictadas por las lecciones en combate. Se cubrió la zona de carga con un techo blindado que podía abrir para misiones de carga, añadiéndose una cúpula con una ametralladora, y se modificó el frontal para ofrecer mejor flotabilidad (la ametralladora frontal se suprimió).

### LVT(A)-1
En paralelo al LVT-2 de transporte se diseñó el vehículo de apoyo LVT(A)-1. Sobre la base del LVT-2 se añadió blindaje y una torreta con un cañón de 37 mm. con el fin de dar apoyo de fuego durante las fases iniciales de un desembarco. Al tocar la playa los LVT de transporte ya no podían contar con el apoyo de buques y aviones, el Amtank debía cubrir ese vacío en las playas. Ya en tierra los tanques de los Marines los relevarían, acompañando las tropas tierra adentro.
En las Islas Marshall los Amtank debutaron. La batalla enseñó que frente a las fortificaciones y casamatas el cañón de 37 mm. no era eficaz y se solicitó un LVT con mayor potencia de fuego.

### LVT(A)-4
Sobre la base del LVT-2 se decidió realizar un vehículo de apoyo que corrigiera las carencias del LVT(A)-1, no solo en lo referente al armamento. Esta versión contaba con un cañón de 75 mm y una ametralladora de 12,7 mm. en la torre. Algunos se equiparon con un lanzallamas. Para ahorrar peso la torre no tenía techo.
La experiencia en combate hizo que se introdujeran modificaciones con base en las lecciones aprendidas en la campaña de las Marianas. El llamado Modelo Marianas contaba con blindaje frontal adicional, escudo para la ametralladora Browning de 12´7 mm de la torre (luego remplazada por dos ametralladoras de 7,65 mm.), ametralladora adicional frontal de 7´62 mm.. Para hacer frente a las emboscadas japonesas en algunos se instaló una ametralladora trasera de 7,62 mm, sustituida luego por una de 12,7 mm..

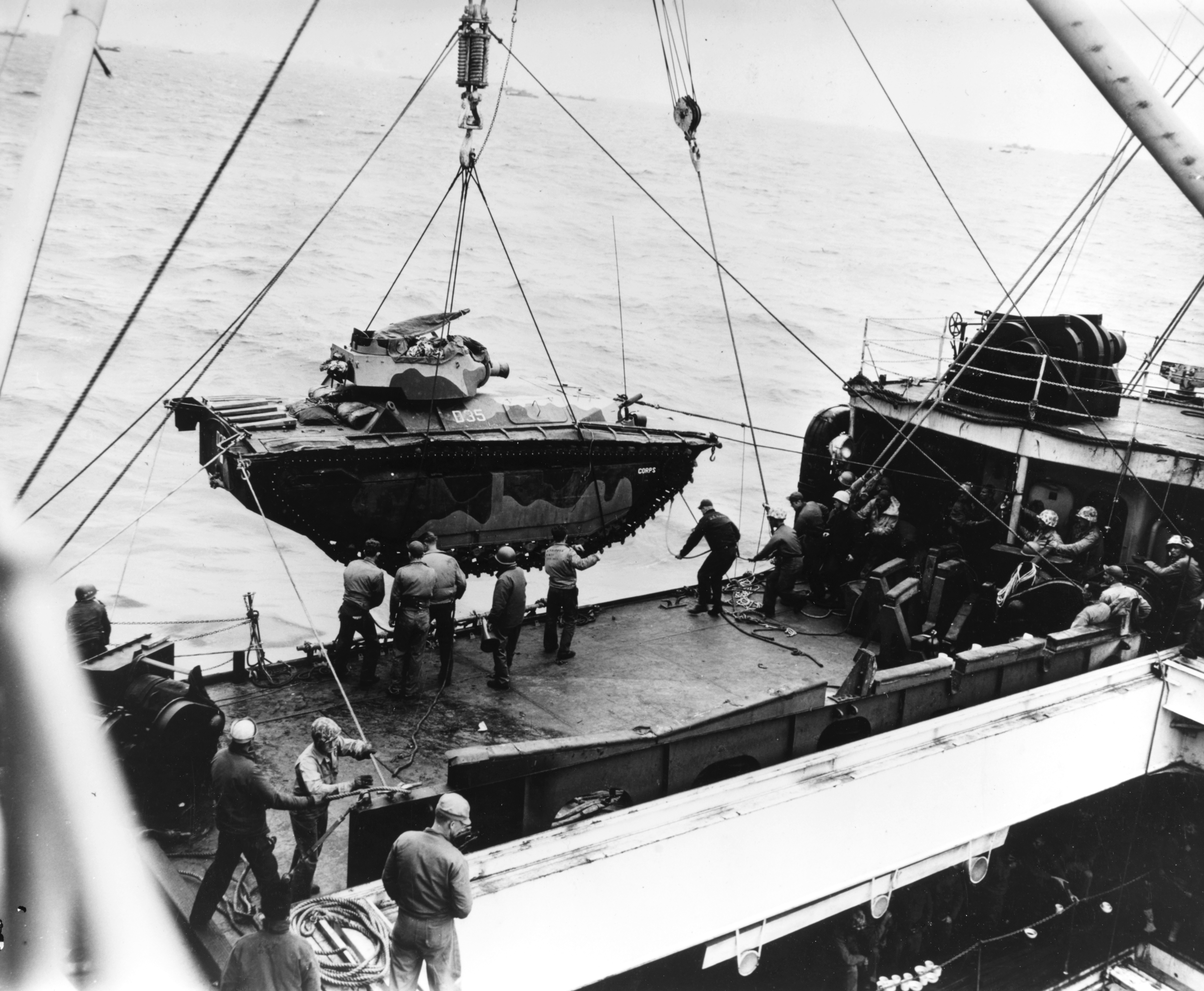
Un LVT(A)-4 es descargado del USS Hansford (APA-106) durante las operaciones de desembarco en Iwo Jima.

Durante la guerra fueron empleados por los Marines y ejército de EE. UU., aunque un puñado fueron comprados por los británicos. Los Marines recibieron 533, con los que formaron tres batallones Amtank, mientras que el US Army recibió 1.307 y fueron siete los batallones Amtank creados. Después de la guerra fueron empleados en combate por franceses y chinos, que realizaron modificaciones localmente para adaptarlos a sus necesidades.

### LVT(A)-5
El LVT(A)-5 era una versión mejorada del LVT(A)-4. Los Marines solicitaron mejoras para dotar al LVT(A)-4 de estabilización vertical del arma principal así como de un mecanismo hidráulico de giro de la torreta. El resultado fue el LVT(A)-5, que entró en servicio en abril de 1945. No llegaría a ser empleado en combate en la Segunda Guerra Mundial, pero si en Corea. En 1951 el LVT(A)-5 fue modificado con una nueva sección frontal que mejoró sus pestaciones en el agua, pero suprimió la mirilla frontal del conductor y la ametralladora M1919. El puesto del conductor fue equipado con una cúpula con periscopios de visión y la torre M8 Scott fue cerrada. Esto último era una mejora solicitada desde hace años para 
proteger a la tripulación de francotiradores, granadas y artillería.